# Aphthonocosma plutarcha
Aphthonocosma plutarcha är en fjärilsart som beskrevs av Diakonoff 1953. Aphthonocosma plutarcha ingår i släktet Aphthonocosma och familjen vecklare. Inga underarter finns listade i Catalogue of Life.